# Jean-François Brizay de Denonville
Pour les articles homonymes, voir Brizay (homonymie) et Denonville (homonymie).
Jean-François Brizay de Denonville (né vers 1641 dans le Blésois et mort à Saint-Bertrand de Comminges le 7 septembre 1710) est un ecclésiastique qui fut évêque de Comminges de 1693 à sa mort.

## Biographie
Jean-François Brizay de Denonville est issu de famille originaire de Touraine. Il est le 3e fils de Pierre (IV) de Brizay ou Brisay et de son épouse Louise d'Alès. Il nait dans le Blésois alors dans le diocèse de Chartres. Destiné à l'Église, il est successivement, chanoine, chambrier, official, archidiacre et enfin grand vicaire de l'évêque Ferdinand de Neufville de Villeroy. Il est pourvu en commende de abbaye de la Bussière dans le diocèse d'Autun le 29 novembre 1686.
En 1693, Il est désigné comme évêque de Comminges et reçoit en même temps en commende l'abbaye Saint-Pierre-aux-Liens de Joncels dans le diocèse de Béziers. Il est confirmé le 8 octobre et consacré le 6 décembre dans l'église Notre-Dame du Val-de-Grâce de Paris par Charles Le Goux de la Berchère, archevêque d'Albi. Il gagne ensuite son diocèse où il réside « assidument ». Il fonde un séminaire à Saint-Gaudens qu'il confie aux jésuites et à qui il affecte les revenus du prieuré de Bérat.
Il meurt de maladie dans son diocèse et est inhumé dans la cathédrale Notre-Dame de Saint-Bertrand-de-Comminges.

## Succession apostolique
Jean-François Brizay de Denonville a ordonné les évêques suivants :
- Évêque Pierre de Charrite de Ruthie (1706)